# 디요르베크 우로즈보예프
디요르베크 바흐티요로비치 우로즈보예프(우즈베크어: Diyorbek Baxtiyor oʻgʻli Oʻrozboyev 오로즈보예프, 러시아어: Диёрбек Бахтиёрович Урозбоев, 1993년 8월 17일~)는 우즈베키스탄의 유도 선수이다. 2016년 하계 올림픽에서 남자 엑스트라라이트급 동메달을 획득했으며 세계 유도 선수권 대회에서 동메달 1개를 획득했다.